# 크리스토퍼 스트리트-쉐리든 스퀘어역
크리스토퍼 스트리트-쉐리든 스퀘어 (Christopher Street-Sheridan Square)역은 뉴욕 지하철의 IRT 브로드웨이-7번로선에 있는 완행역이다. 맨해튼의 크리스토퍼가(Christopher Street)와 7번로 남(East Avenue South)의 교차로에 위치하며, 심야와 주말에는 전시간 1 열차와 2 열차가 운행한다.

## 역 구조
| G        | 거리                                | 출입구                                                                                                  |
| P 승강장 | 상대식 승강장, 오른쪽 출입문이 열림 | 상대식 승강장, 오른쪽 출입문이 열림                                                                     |
| P 승강장 | 북행 완행                           | ← 242번가 방면 (14번가) ← 심야 241번가 방면 (14번가)                                                    |
| P 승강장 | 북행 급행                           | ← 무정차 통과                                                                                           |
| P 승강장 | 남행 급행                           | → 무정차 통과 →                                                                                         |
| P 승강장 | 남행 완행                           | → ( 주말 심야) 사우스 페리 방면 (하우스턴 스트리트) → → 심야 플래부시 에비뉴 방면 (하우스턴 스트리트) → |
| P 승강장 | 상대식 승강장, 오른쪽 출입문이 열림 | |

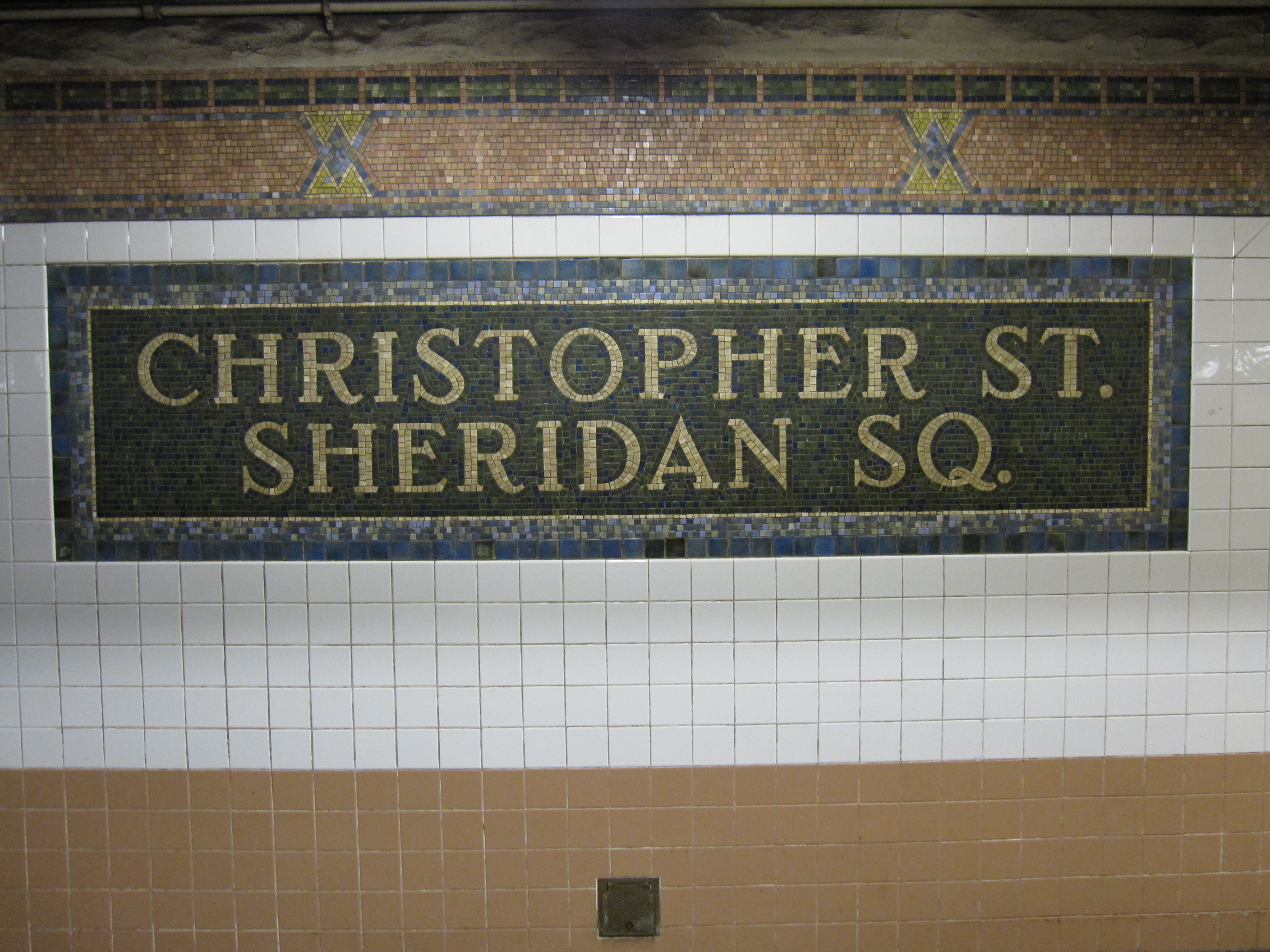
모자이크 양식의 역명판

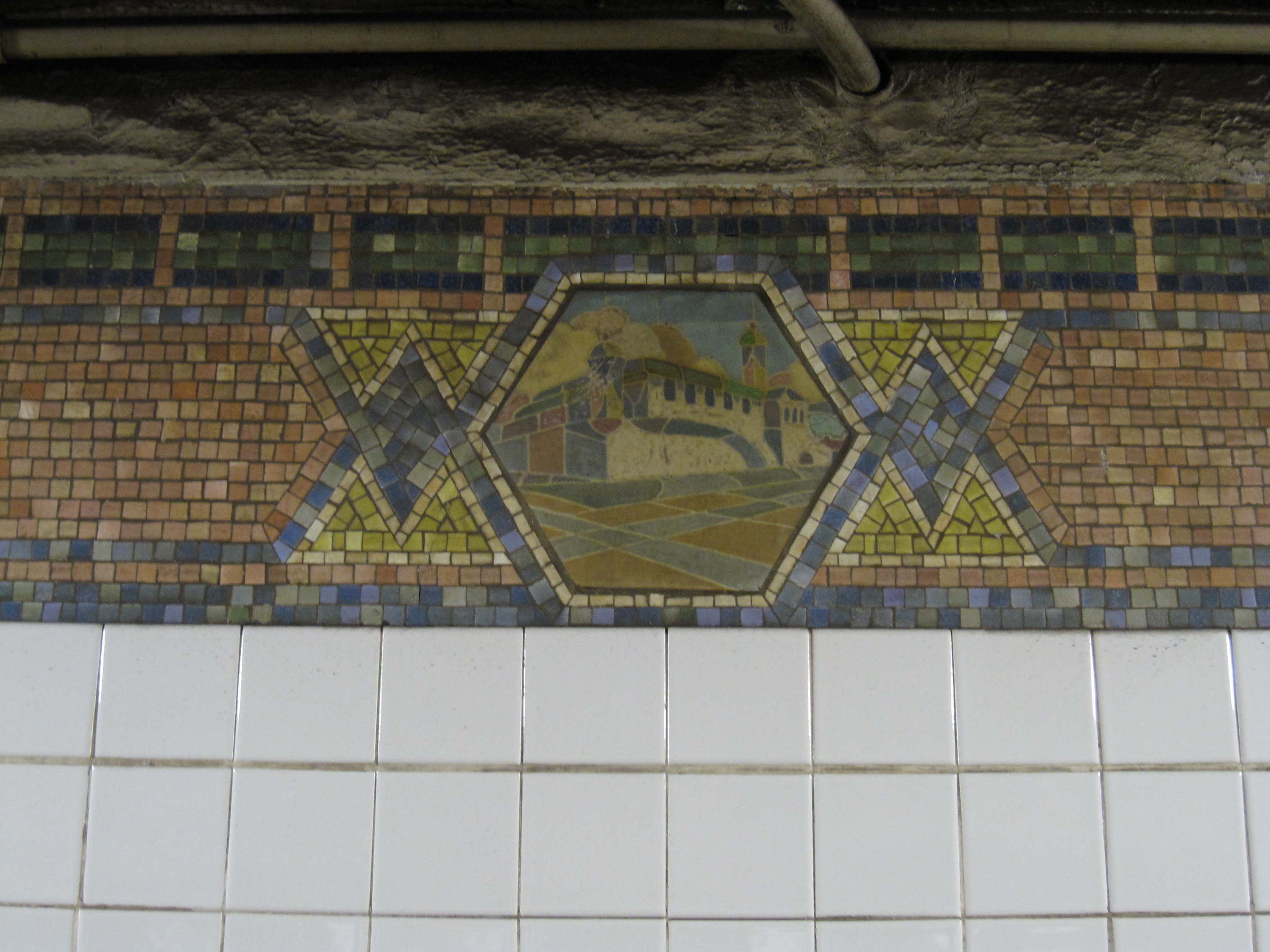
웨스트 10번가의 구 주립 교도소를 묘사한 삽화

이 지하철역은 1918년 7월 1일에 개장했으며 두 개의 상대식 승강장과 4개의 선로가 있다. 2개의 중앙 급행 선로는 주간 시간 동안 2 열차와 3 열차가 사용된다.
두 승강장 모두 표준 IRT 트림 라인과 "CHRISTOPHER ST. SHERIDAN SQ."라는 역명판이 있다. 두 줄에 Times New Roman 글꼴. 기둥은 짙은 녹색 도색이고, 다른 하나는 흰색 글자가 있는 표준 검은색 역명판이 있다. 뉴욕 대학교 방향의 표지판도 있다.
1994년 작품은 Lee Brozgol과 Public School 41의 학생들의 Greenwich Village Murals이 있다. 그리니치 빌리지의 역사를 묘사한 승강장 벽에 12개의 모자이크 프레임 패널이 있다. 이 패널 중 일부에는 "Bohemians(보헤미안)", "Rebels(항전자)", "Founders(설립자)"및 "Providers(공급자)"가 포함된다.
1981년에 MTA는 지하철 시스템에서 가장 악화된 69개 역 가운데 이 역을 가리켰다.

### 출구
각 승강장에는 중앙에 개찰구 및 토큰 부스가 포함된 요금 통제 영역이 하나 있다. 방향 간에는 무료 환승구는 없지만, 각 역 끝에서 봉쇄된 교차로의 흔적이 보인다. 사우스 페리 행 운임 통제에는 크리스토퍼가(Christopher Street)와 7번로(Seventh Avenue)의 대각선 교차로까지 4개의 계단이 북서쪽 모서리에 2개, 남서쪽에 2개 있다. 브롱크스행 운임 통제는 7번로, 웨스트 4번가(West Fourth Street) 및 그로브가(Grove Street)로 형성 한 섬 구역으로 가는 계단이 하나 있다.

## 인근 장소
크리스토퍼 공원(Christopher Park)과 스톤월 인(Stonewall Inn)을 포함한 스톤월 국립 기념물(Stonewall National Monument)은 브롱크스 행 입구에서 웨스트 4번가(West Fourth Street) 건너편에 있다.
헤스 트라이앵글(Hess triangle)은 길가에 있는 작은 삼각형 모양의 판으로, 한 쪽에는 65-센티미터 (26 in), 다른 두 쪽에는 70-센티미터 (28 in)로 되어 있으며, 크리스토퍼 가 및 남부 7번로(Seventh Avenue South)의 남서쪽 모퉁이에 있는 사우스 페리 행 입구 밖에 있다.

## 대중문화

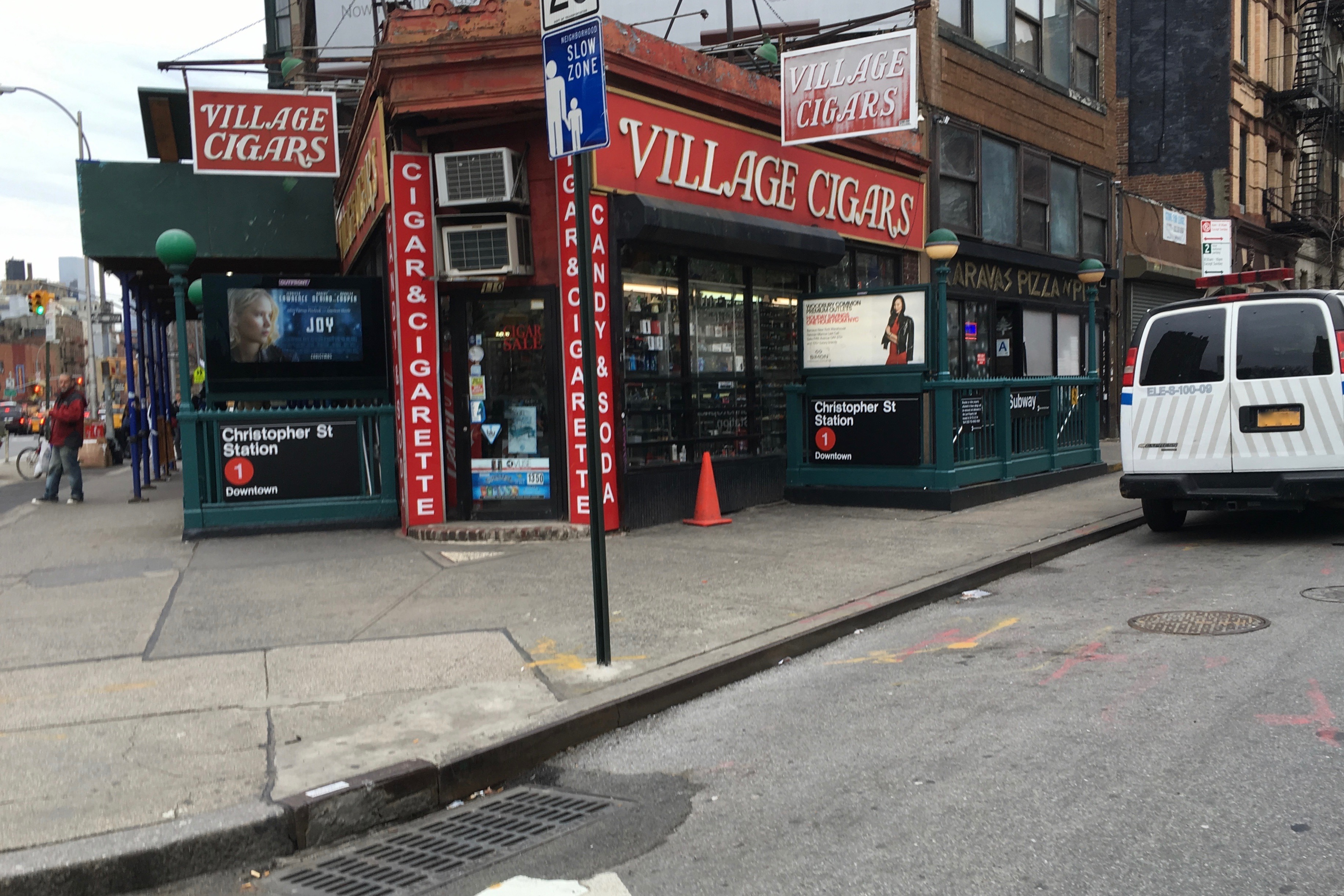
하행 출구

이 역은 데이비드 보위의 "I'm Afraid of Americans" 뮤직비디오의 배경에서 간단히 볼 수 있다.
1999년 코미디 영화 빅 대디에는 아담 샌들러(Adam Sandler)와 그의 양아들, 그리고 이 역 바깥의 친구들이 등장한다.
스틸리 댄의 음반 Everything Must Go에 수록된 노래 Pixeleen에서 지하철 역이 언급된다.

## 참고 문헌
- Lee Stokey. Subway Ceramics : A History and Iconography. 1994. ISBN 978-0-9635486-1-0